# Berndorf
Berndorf osztrák város Alsó-Ausztria Badeni járásában. 2022 januárjában 8990 lakosa volt. 

## Elhelyezkedése

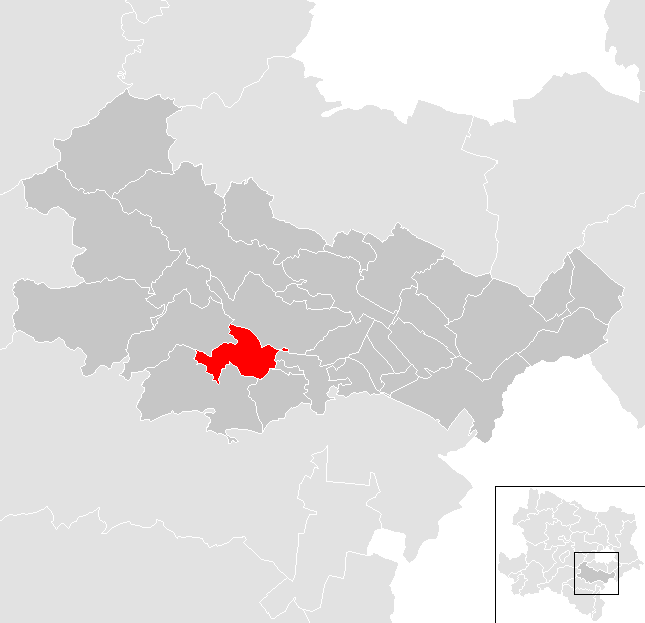
Berndorf a Badeni járásban

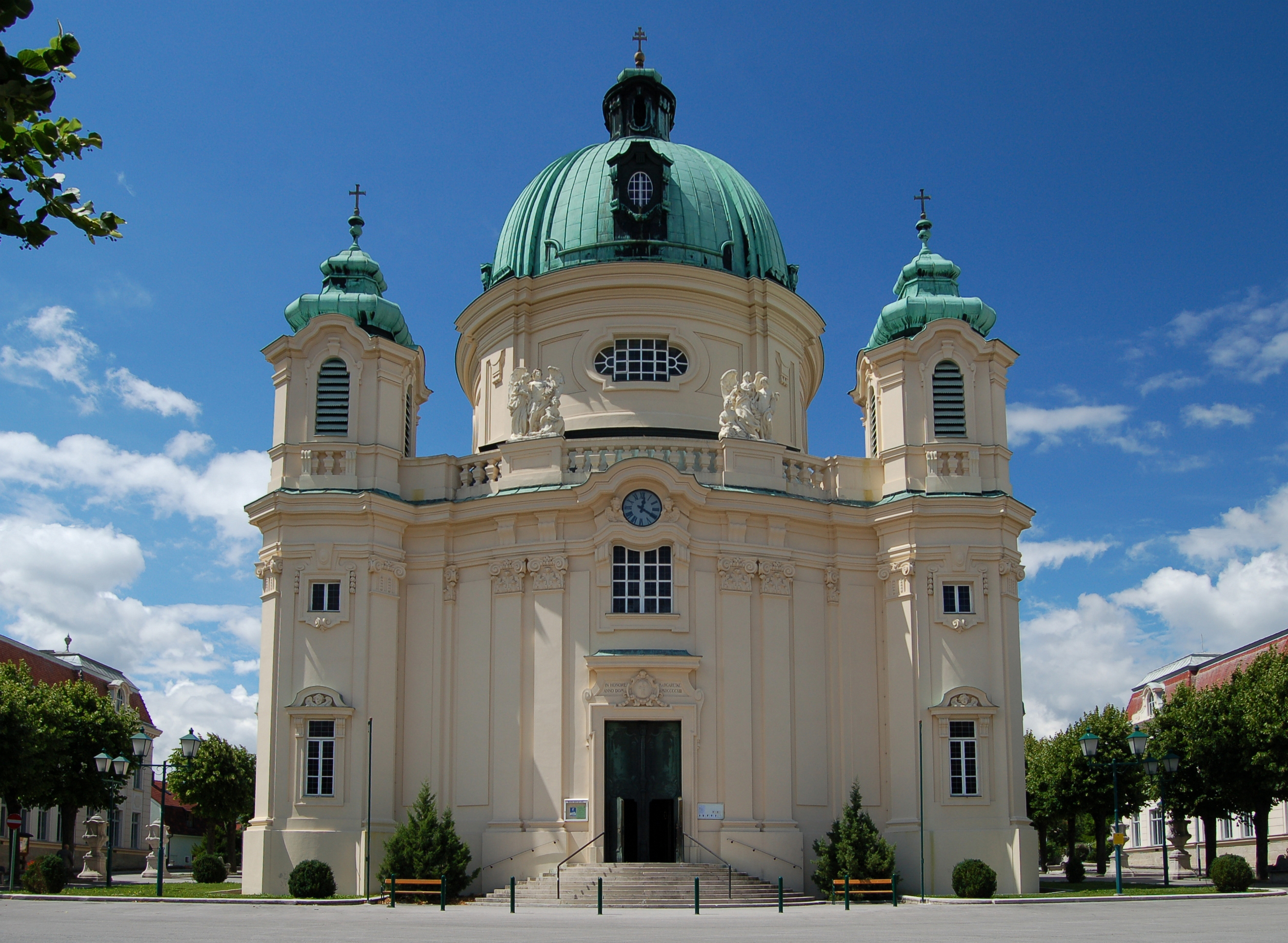
A Szt. Margit-plébániatemplom

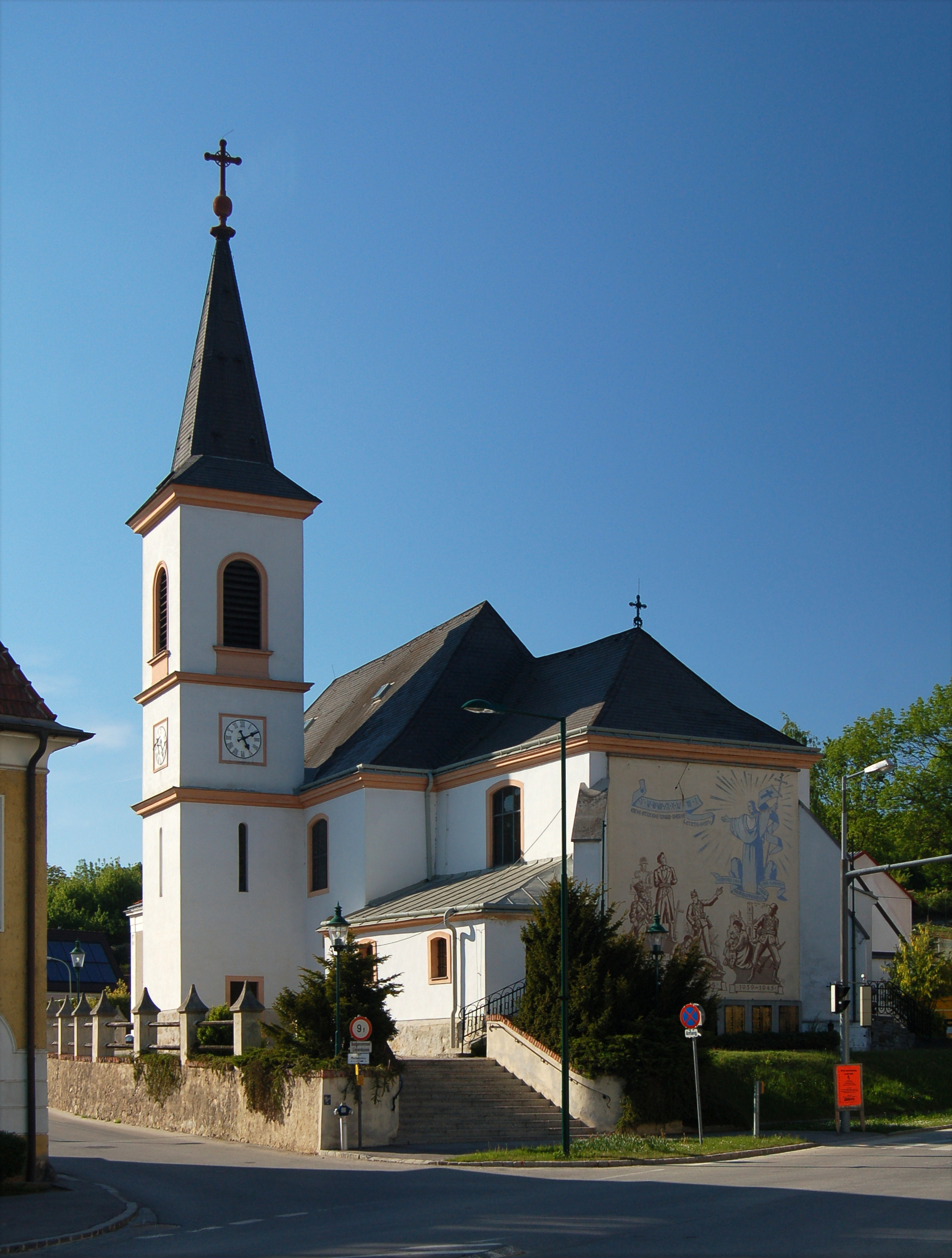
A Szt. Vitus-plébániatemplom

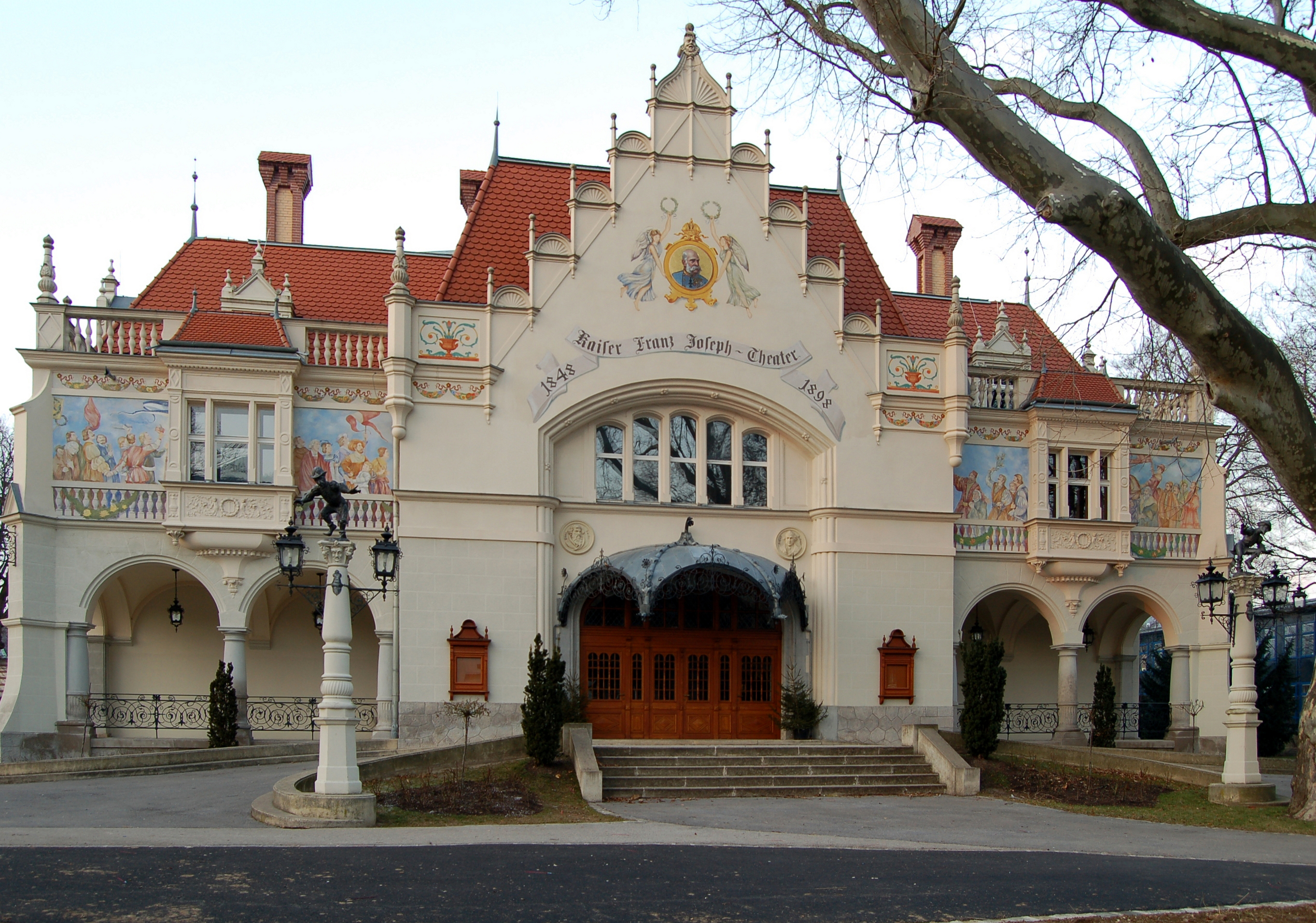
A városi színház

Berndorf a tartomány Industrieviertel régiójában fekszik, a Bécsi-erdő és a Bécsi-medence határán, a Triesting folyó mentén. Területének 46%-a erdő, 30% áll mezőgazdasági művelés alatt. Városrészei: Berndorf Stadt, Veitsau, Kolonie, St. Veit an der Triesting, Steinhof és Ödlitz. 
A környező önkormányzatok: északkeletre Bad Vöslau, keletre Leobersdorf és Hirtenberg, délkeletre Enzesfeld-Lindabrunn, délre Hernstein, északnyugatra Pottenstein.

## Története
Benrdorfot 1133-ban említi először a göttweigi kolostor urbáriuma Perindorf néven. Neve valószínűleg a Pero személynévből származik.
A 15. század végén Mátyás magyar király seregei, a 16-17. században a törökök fosztották ki a települést.
A 18. századtól Berndorf iparosodni kezdett, egy rézfeldogozó üzem alapult, amelynek utódja 1836-ban először alkalmazott helyi készítésű gőzgépet Alsó-Ausztriában. 1844-ben  Alexander ésHermann Krupp megalapította evőeszköz-gyárát, amely hamarosan hatalmas, 6 ezer munkást foglalkoztató társasággá nőtte ki magát. A gyártulajdonos Arthur Krupp iskolát és fürdőt is alapított a településen, a munkásai számára pedig 1918-ig összesen 260 házat építtetett 1100 lakással.
A gyorsan gyarapodó Berndorf 1866-ban mezővárosi, 1900-ban városi rangot kapott; lakossága ekkor 4600 körül volt. 1923-ban az addig önálló környező községek, St. Veit an der Triesting, Ödlitz, valamint Grillenberg, Veitsau és Rotte Steinhof falvak csatlakoztak a városhoz, megalakítva "Nagy-Berndorfot". 
Az 1938-as Anschluss után a német Krupp-csoport magába olvasztotta az Arthur Krupp-társaságot. A második világháború alatt ipari jelentősége miatt gyakran bombázták a szövetségesek; emellett 1939-ben és 1944-ben a Triesting árvizei is nagy károkat okoztak. A háború után az üzemet a szovjet megszálló hatóságok működtették; csak 1957-ben adták át az osztrák államnak, majd a 80-as években privatizálták. 

## Lakosság
A berndorfi önkormányzat területén 2022 januárjában 8990 fő élt. A lakosságszám 1910-ben érte el a csúcspontját 12788 fővel, ezután hosszas csökkenő tendencia után 1981-től stabilizálódott. 2020-ban az ittlakók 82,4%-a volt osztrák állampolgár; a külföldiek közül 1,3% a régi (2004 előtti), 6,4% az új EU-tagállamokból érkezett. 8,3% az egykori Jugoszlávia (Szlovénia és Horvátország nélkül) vagy Törökország, 1,7% egyéb országok polgára volt. 2001-ben a lakosok 62,4%-a római katolikusnak, 5,6% evangélikusnak, 3,7% ortodoxnak, 10,9% mohamedánnak, 15,8% pedig felekezeten kívülinek vallotta magát. Ugyanekkor 81 magyar élt a városban; a legnagyobb nemzetiségi csoportokat a németek (81,9%) mellett a törökök (8,8%), a szerbek (3,7%) és a horvátok (1,3%) alkották.
A népesség változása:
| Lakosok száma | 8728 | 9048 | 9064 |
|               | 2005 | 2016 | 2018 |

## Látnivalók
- a Szt. Margit-plébániatemplom
- a Mária mennybevétele-templom

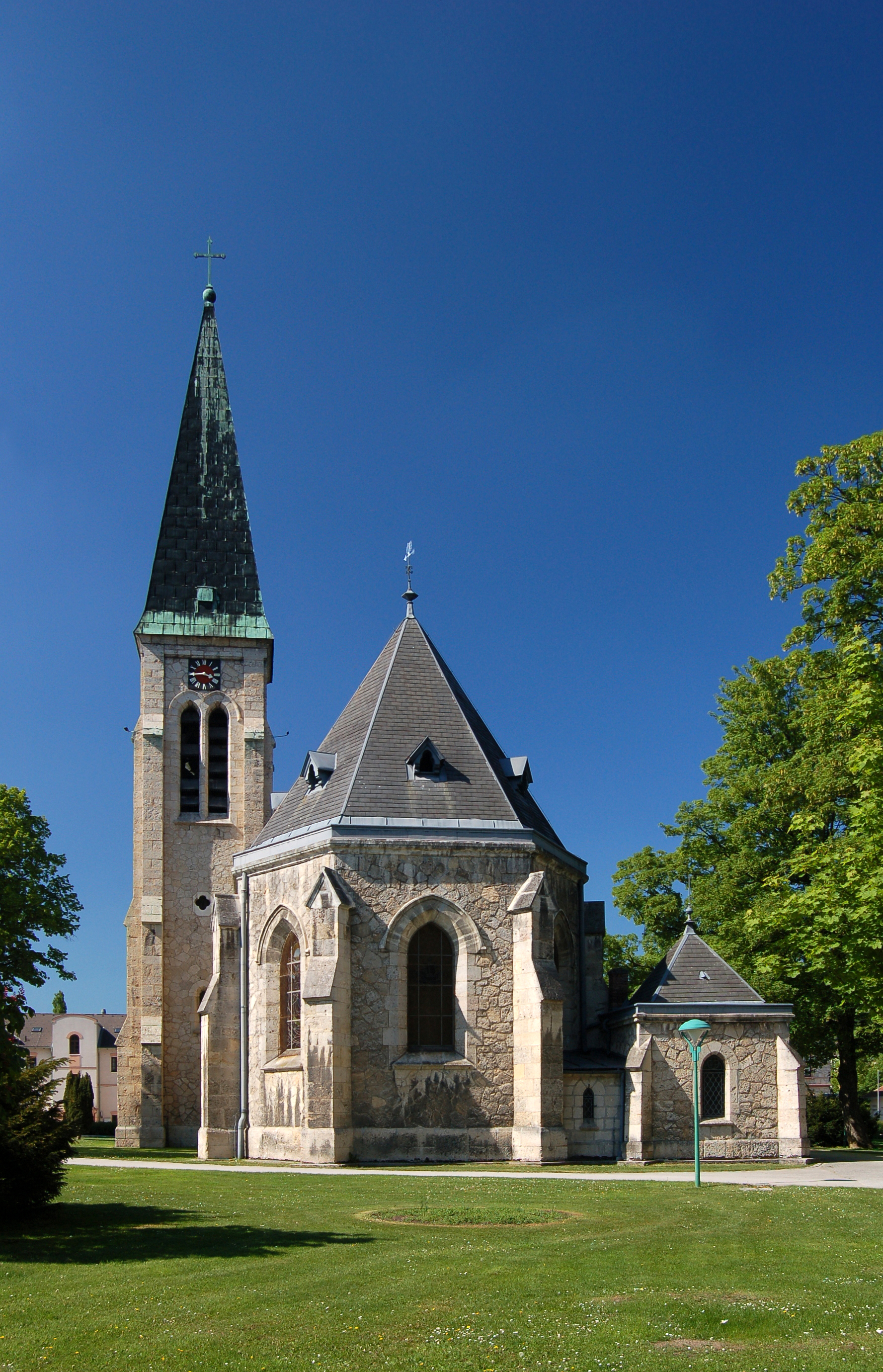
A Mária mennybevétele-templom

- St. Veit Szt. Vitus-plébániatemploma
- a berndorfi színház
- a Krupp-múzeum
- a Krupp-mauzóleum

## Testvértelepülések
- Óhaszama (Japán)
- Sigmundsherberg (Ausztria)

## Fordítás
- Ez a szócikk részben vagy egészben  a   Berndorf (Niederösterreich) című német Wikipédia-szócikk ezen változatának fordításán alapul.  Az eredeti cikk szerkesztőit annak laptörténete sorolja fel. Ez a jelzés csupán a megfogalmazás eredetét és a szerzői jogokat jelzi, nem szolgál a cikkben szereplő információk forrásmegjelöléseként.